# 테오필 카르
테오필 카르(프랑스어: Théophile Cart, 1855–1931)는 프랑스의 고등학교 교사이자 언어학자, 에스페란티스토이다. 에스페란토 학술회의 회장을 맡았다. 에스페란토 초기에 언어 변화에 대하여 매우 보수적인 태도를 취하였고, 각종 에스페란티도에 강하게 반대하였다.

## 생애
1855년 3월 31일 도르도뉴주 생앙투안드브뢰이(프랑스어: Saint-Antoine-de-Breuilh에서 태어났다. 바젤, 베를린, 로마, 파리에서 유학하였고, 7개국어를 구사할 수 있게 되었다. 웁살라 대학교에서 1891년~1892년에 프랑스 문학을 가르쳤고, 1893년부터 앙리 4세 고등학교(프랑스어: Lycée «Henri IV»)에서 교사가 되었다. 또한, 파리 언어학회 회장을 맡았다.
1894년에 에스페란토를 처음 접하였으나, 1901년부터 에스페란토를 공부하기 시작하였다. 1907년부터 에스페란토 회보 《Lingvo Internacia》의 편집인을 맡았고, 1905년~1909년에는 프랑스 에스페란토 전파 협회(프랑스어: Société pour la propagation de l’Espéranto) 부회장을, 1909년~1912년에는 회장을 맡았다. 카르는 에스페란토 학술회 창립 회원이었으며, 1920년에 에스페란토 학술회 회장을 맡았다.
에스페란토에 있어서 카르는 푼다멘토주의자였다. 즉, 이도 등 여러 에스페란토 개선안들을 반대하고, 《푼다멘토 데 에스페란토》에 명시된 정통 에스페란토만을 고수하였다. 카르가 남긴 유명한 말 가운데 하나는 “우라는 우리의 밭고랑을 파야 한다!”(에스페란토: Ni fosu nian sulkon!)이다. 즉, 다른 개선안 따위를 고려하지 않고, 정통 에스페란토의 밭고랑을 깊이 파야 한다는 것이다. 또한, 카르는 루도비코 라자로 자멘호프, 안토니 그라보프스키, 카지미에시 베인 등이 외국 문학을 에스페란토로 번역 할 때, 푼다멘토에 수록되지 않은 신조어를 사용한 것에 대하여 다음과 같이 강하게 비판하였다.
이렇게 끝없이, 겁없이 단어를 추가하게 되면 에스페란토는 각국의 방언들로 분열돼 없어질 것입니다! 이런 짓을 당장 멈추지 않으면 몇 년 뒤 《푼다멘토》의 언어는 새 에스페란티스토들이 이해할 수 없는 고어(古語)가 되어 버릴 것입니다.

Tiu sistema, senlima kaj sentima pliriĉigo kondukos al tre rapida disfalo de esperanto en naciajn dialektojn! Post kelkaj jaroj la lingvo de la Fundamento farigxos tiel arhxaika, se ni ne haltos, ke ĝin ne plu komprenos la novaj esperantistoj.— 《Lingvo Internacia》 1912년 3월호

또한, 카르는 신조어를 수록한 에스페란토 사전들도 신랄하게 비판하였다. 에밀 그로장모팽(Émile Grosjean-Maupin)의 에스페란토-프랑스어 사전에 대해서 카르는 다음과 같이 평했다.
이 사전은 나쁜 사전일 뿐만 아니라 나쁜 행동이다.
Tiu vortaro estas ne nur malbona vortaro, sed ankaŭ malbona ago.

1931년 5월 21일 파리에서 사망하였다.